# ويليام هوبارت رويس
ويليام هوبارت رويس (بالإنجليزية: William Hobart Royce)‏ هو كاتب وشاعر أمريكي، ولد في 20 مارس 1878 في نيويورك في الولايات المتحدة، وتوفي بنفس المكان في 28 يناير 1963.